# Ferula cupularis
Ferula cupularis är en växtart i släktet Ferula och familjen flockblommiga växter.
Arten är en perenn ört som förekommer i Iran. Den beskrevs först som Peucedanum cupulare av Pierre Edmond Boissier 1846, och fick sitt nu gällande namn av Krzysztof Spalik och Stephen R. Downie 2008.